# Юача
Йыуаса, Юача, Йӑвача — блюдо башкирской,татарской и чувашской национальной кухни, распространено среди тюркских и монгольских народов.
Изготавливается из теста пресного, замешенного на молоке и яйцах или сдобного дрожжевого.
Тесто раскатывается толщиной от 1 до 1,5 мм, нарезается ромбиками стороной до 5 см. Как вариант — тесто раскатывают круглой полоской и нарезают кусками длиной до 5 см.
Обжаривается в топлёном масле или нутряном жире. Подаётся к чаю в тарелках или вазах, заготавливается впрок.

## Ингредиенты
- мука
- яйца
- сахар
- сливочное масло
- соль.

## Обрядовое значение
Юача готовится для свадебных и праздничных угощений, раздаётся детям во время Курбан-байрам, Ураза-байрам и других мусульманских праздников.
В Башкортостане был распространён свадебный обряд «Йыуаса».